# Кре, Мартин
Мартин Крее (нем. Martin Kree; родился 27 января 1965 года в Виккеде, ФРГ) — немецкий футболист, бывший защитник, известный по выступлениям за «Боруссию» (Дортмунд) и «Байер 04».

## Клубная карьера
Крее воспитанник клуба «Бохум». 13 апреля 1984 года в матче против «Штутгарта» он дебютировал в Бундеслиге. 12 мая того же года в поединке против «Байер 04» Мартин забил свой первый гол за «Бохум». В конце мая Крее выступал в финале Кубка Германии, но его клуб уступил франкфуртскому «Айнтрахту».
В 1989 году Мартин перешёл в «Байер 04». 29 июля в матче против дортмундской «Боруссии» он дебютировал за новый клуб. В 1993 году Крее помог завоевать команде национальный кубок. В 1994 году он перешёл «Боруссию». 20 августа в матче против «Мюнхен 1860» дебютировал за новый клуб. В составе команды он дважды выиграл Бундеслигу, а также стал победителем Лиги чемпионов и Межконтинентального кубка. В 1998 году Крее завершил карьеру.

## Международная карьера
Крее непродолжительное время выступал за молодёжную и вторую сборную Германии.

## Достижения
Командные
 «Байер 04»
- Обладатель Кубка Германии — 1992/1993

 «Боруссия» (Дортмунд)
- Чемпионат Германии по футболу — 1994/1995
- Чемпионат Германии по футболу — 1995/1996
- Обладатель Кубка чемпионов — 1996/1997
- Обладатель Межконтинентального кубка — 1997